# Петър Вариклечков
Петър Иванов Вариклечков е български офицер (полковник), участник Сръбско-българска война (1885), Балканската (1912 – 1913) и Междусъюзническата война (1913).
Той е баща на първия български контраадмирал Иван Вариклечков.

## Биография
Петър Вариклечков е роден на 8 февруари 1861 година в Самоков. В началото на Руско-турската война (1877 – 1878) Вариклечков заминава за Габрово, където се записва доброволец в руската армия и се сражава в битката при Шипка. След войната Вариклечков емигрира в Русия, където постъпва в Елисаветградското военно училище, което завършва през 1881 година. На 8 септември същата година е произведен в чин подпоручик. Като младши офицер е зачислен в Софийското артилерийско отделение, което след това е попълнено с батареи и реорганизирано в 1–ви артилерийски полк. На 30 август 1884 г. е произведен в чин поручик.
При избухването на Сръбско-българската война (1885) поручик Вариклечков командва полубатарея от 1-ви артилерийски полк, с който участва в Сливнишкото отбранително сражение (5 – 7 ноември 1885), а при контранастъплението и в Пиротското сражение (14 – 15 ноември).
След войната с планински взвод е изпратен в Пловдив. Командва батарея от 1-ви артилерийски полк. След това Петър Вариклечков служи в 4-ти артилерийски полк и на 30 август 1886 е произведен в чин капитан. По-късно е назначен за началник на Софийския артилерийски склад и арсенал. На 2 август 1889 г. е произведен в чин майор и назначен на служба в 6-и артилерийски полк. Като майор е назначен за началник на артилерийско отделение в 4-ти артилерийски полк. През 1898 е произведен с чин подполковник и продължава да командва артилерийското отделение. По-късно е назначен за командир на 6-и артилерийски полк. На 19 септември 1906 е произведен в чин полковник. През 1891 година се ражда сина му Иван Вариклечков (по-късно контраадмирал и командващ Военноморския флот). С полка си взема участие в Балканската (1912 – 1913) и Междусъюзническата война (1913), като в последната е тежко ранен и напуска армията.
През Първата световна война (1915 – 1918) отново е мобилизиран и назначен за началник на артилерията на Шуменския укрепен пункт, а след това е началник на артилерията при Беломорската отбрана. Служи и като началник на артилерията на 4-та армия. След края на войната е уволнен от служба.
Полковник Петър Вариклечков умира на 17 май 1958 г. в София.

## Военни звания
- Подпоручик (8 септември 1881)
- Поручик (30 август 1884)
- Капитан (30 август 1886)
- Майор (2 август 1889)
- Подполковник (1898)
- Полковник (19 септември 1906)

## Награди
- Княжески орден „Св. Александър“ V степен с мечове по средата
- Народен орден „За военна заслуга“ III степен с военно отличие, същия орден IV и V степен на обикновена лента
- Орден „За заслуга“ на обикновена лента.